# Caribe Neerlandês

Localização das ilhas Neerlandês do Caribe.
Aruba
Curaçau
São Martinho
Países Baixos Caribenhos (de oeste para leste):
Bonaire
Saba
Santo Eustáquio

O termo Caribe Neerlandês (português brasileiro) ou Caraíbas Neerlandesas (português europeu), ou Caribe Holandês (português brasileiro) ou Caraíbas Holandesas (português europeu) refere-se às ilhas do Reino dos Países Baixos, que estão localizados no mar do Caribe e seus habitantes. Também é um termo usado para se referir aos Países Baixos Caribenhos, que consiste de algumas das ilhas neerlandesas do Caribe que são municípios especiais dos Países Baixos.
Três das seis principais ilhas sob soberania neerlandesa são países (em neerlandês:  landen) dentro do Reino dos Países Baixos: Aruba, Curaçau e São Martinho (que compreende a metade sul da ilha de São Martinho). As três restantes ilhas são Bonaire, Santo Eustáquio e Saba, e são municípios especiais dos Países Baixos, o quarto país do Reino dos Países Baixos (e, o principal, localizado na Europa). Estas três são conhecidas coletivamente como Caribe Neerlandês ou "Ilhas BES" (devido às letras iniciais das ilhas). Há também diversas ilhas menores, como a Pequena Curaçau e a Pequena Bonaire, que pertencem a um dos países insulares ou municípios especiais.
Todas as ilhas do Caribe Neerlandês faziam parte das Antilhas Neerlandesas e seu antecessor, a colônia de Curaçau. Aruba ganhou autonomia em 1986, enquanto Curaçau e São Martinho se autonomizaram no seguimento da dissolução das Antilhas Neerlandesas em 2010, momento em que Bonaire, Santo Eustáquio e Saba se tornaram integrados nos Países Baixos.

## Ilhas
Existem várias siglas que indicam grupos de ilhas do Caribe Neerlandês:
- Ilhas ABC: Aruba, Bonaire e Curaçau;
- Ilhas BES: Bonaire, Santo Eustáquio e Saba;
- Ilhas SSS: Saba, São Martinho e Santo Eustáquio.

|                                                | Nome            | Área (km²) | População (1 Jan 2010) | Pop. densidade (inh. per km²) | Fonte       |
| ---------------------------------------------- | --------------- | ---------- | ---------------------- | ----------------------------- | ----------- |
| Países                                         | Aruba           | 180        | 107,138                | 555                           | [ 3 ]       |
| Países                                         | Curaçau         | 444        | 152,760                | 320                           | [ 4 ] [ 5 ] |
| Países                                         | São Martinho    | 34         | 37,429                 | 1,101                         | [ 4 ] [ 5 ] |
| Municípios especiais (parte dos Países Baixos) | Bonaire         | 288        | 13,389                 | 46                            | [ 4 ] [ 5 ] |
| Municípios especiais (parte dos Países Baixos) | Santo Eustáquio | 21         | 2,886                  | 137                           | [ 4 ] [ 5 ] |
| Municípios especiais (parte dos Países Baixos) | Saba            | 13         | 1,737                  | 134                           | [ 4 ] [ 5 ] |
| Total:                                         | Total:          | 980        | 315,339                | 305                           |             |

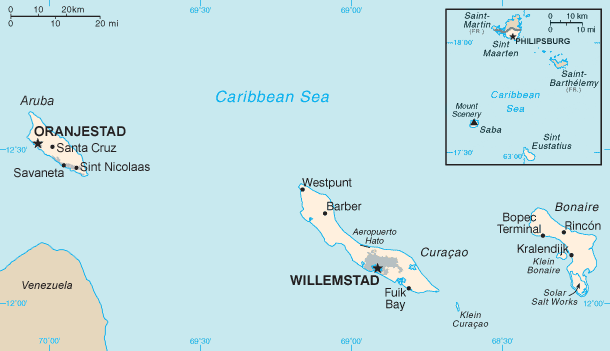
Mapa das ilhas neerlandesas do Caribe.
As ilhas do Caribe Neerlandês, mostrados no fundo azul, com a forma como eles são parte do Reino dos Países Baixos.